# Hekou (ort)
Hekou är en ort i Kina. Den ligger i provinsen Hunan, i den södra delen av landet, omkring 330 kilometer sydväst om provinshuvudstaden Changsha.
Runt Hekou är det ganska tätbefolkat, med 120 invånare per kvadratkilometer. Närmaste större samhälle är Zhuzhoujiang Miaozuxiang, 7,5 km söder om Hekou. I omgivningarna runt Hekou växer i huvudsak blandskog.
Genomsnittlig årsnederbörd är 1 741 millimeter. Den regnigaste månaden är maj, med i genomsnitt 246 mm nederbörd, och den torraste är december, med 65 mm nederbörd.